# Mackenzie Ziegler

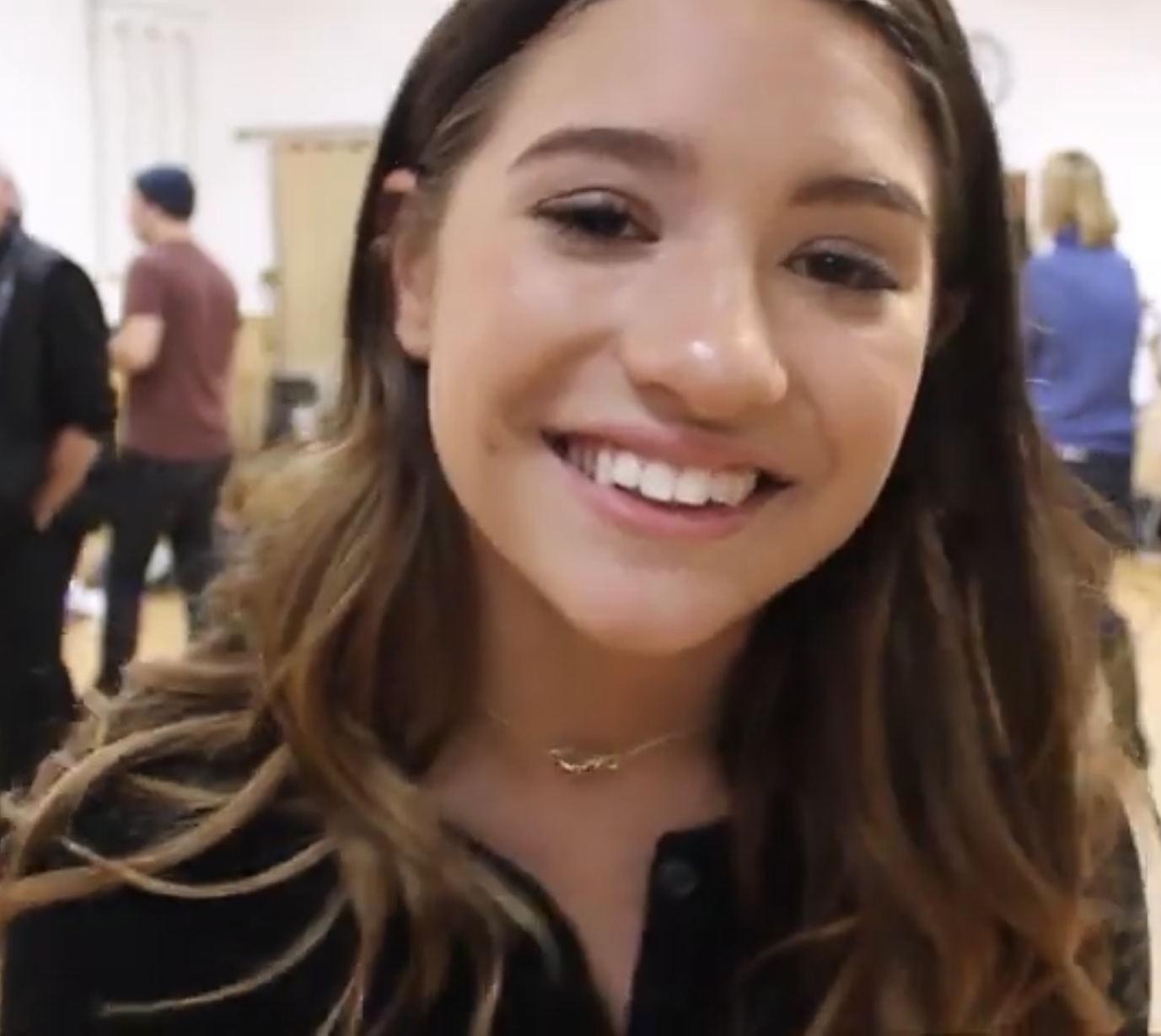
Mackenzie Ziegler em dezembro de 2018.

Mackenzie Frances Ziegler também conhecida como "Kenzie"(Pittsburgh, 4 de junho de 2004) é uma cantora, compositora, dançarina profissional, atriz, influencer digital, escritora, dubladora norte-americana e personalidade de televisão. Tornou-se conhecida por sua aparição em Dance Moms, um reality show do canal americano Lifetime (canal de televisão). Seguindo os passos de sua irmã mais velha, Kenzie dança desde os dois anos de idade. Enquanto estava em Dance Moms, Kenzie sempre foi a dançarina mais jovem da equipe. Ela é treinada em ballet, jazz, sapateado, lírico, acro, aerial, contemporâneo e hip-hop. Mackenzie Também fez parte do programa “Dancing With The Stars Junior” e chegou as finais com seu parceiro, Sage Rosen. 

## Primeiros anos
Mackenzie é filha de Melissa Ziegler-Gisoni e Kurt Ziegler e nasceu em 2004, em Pittsburgh, Pensilvânia  Ela é descendente de poloneses, alemães e italianos. Primeiramente, seu nome era Taylor Frances Ziegler, porém, três dias após  seu nascimento, seus pais mudaram de ideia e resolveram registrá-la como Mackenzie Frances Ziegler. Um fato curioso é que o segundo nome de Mackenzie é uma homenagem à sua avó materna, Bopcha Frances, que faleceu devido a um câncer. Os pais de Mackenzie se divorciaram em 2011, citando que, neste período, a dança foi importante tanto do ponto de vista financeiro quanto emocional para a família. Em 2016 Mackenzie saiu da Abby Lee Dance Company. Mackenzie tem uma irmã mais velha, Maddie Ziegler , além de dois meio-irmãos mais velhos do casamento anterior de seu pai. Em 2012, por conta de sua participação no reality show Dance Moms e a outros trabalhos, Mackenzie e sua irmã Maddie deixaram de frequentar a escola para poderem estudar em casa. Atualmente, ela, sua irmã, sua mãe e seu padrasto Greg Gisoni moram em Los Angeles, Califórnia.

## Acontecimentos Realizados
Mackenzie já modelou e estrelou algumas campanhas publicitárias para a Polo Ralph Lauren, e foi a estrela principal de um comercial da companhia mundial de tecnologia e energia, General Electric. Também estampou a capa de revistas como TigerBeat, Dance Spirit, Teen Vogue, Posh Kids, além, é claro, da Polo Ralph Lauren, além de participar de artigos do New York City e da rede de livros Gallery Books, com a qual teve apoio para o lançamento de seu livro. Lançou uma linha de apetrechos de dança, juntamente com a marca TurnBoard, e em 2018 criou sua própria linha de cosméticos intitulada Love, Kenzie, além de ter sido nomeada como uma das embaixadoras da linha de roupas femininas Emily West. Em 2017, Mackenzie também iniciou uma parceria com seu amigo Johnny Orlando onde juntos criaram algumas músicas e uma  turnê intitulada como day e night tour. Em 2018, ela começou a atuar como atriz principal na série Total Eclipse da rede digital Brat em que interpréta a personagem Cassie, e também estrelou um filme da mesma rede intitulado “Holiday Spetacular”, interpretando a mesma personagem, Ainda em 2018 Kenzie também fez a personagem principal em um musical de Natal "In wizard of Oz". Em 2019 ela participou da FOMO tour da banda Pretty Much, e também algumas participações na turnê (Teenage Fever Tour) de seu amigo Johnny Orlando. Em 2018 ela também lançou uma linha de roupas com a marca Fanjoy e inclusive ganhou o prêmio intitulado Best Muser do Teen Choice Awards, que é considerada por diversas celebridades uma das premiações mais importantes dos EUA e do mundo. Kenzie já produziu diversas músicas e em 2014 seu primeiro álbum atingiu 1 lugar na categoria pop da Billboard, e 4 lugar no geral, e em 2019 ela produziu seu segundo álbum intitulado Phases, e uma de suas mais famosas músicas intitulada Hot, com a qual a mesma anunciou ter assinado um acordo e parceria com a gravadora Arista Records, que é a mesma gravadora assinante e parceira de diversas celebridades, Whitney Houston e Stethen Puth. Em 2020 kenzie dublou seu primeiro filme (Ice princes lily) e lançou sua primeira música em parceria com a cantora Sia  (Exhale) ainda em 2020 Kenzie se tornou uma das  embaixadoras da Bubble que é uma marca de skincare adolecente,  além de ter lançado uma música 
(donuts) em parceria com Yong Bae

## Filantropia
Mackenzie, juntamente com sua mãe e sua irmã Maddie Ziegler, possuem uma parceria com a Starlight Children's Foundation